# 醋丝菌属
醋丝菌属为月形单孢菌目鼠孢菌科的一属真菌。该属的模式种且为唯一种为长醋丝菌（Acetonema longum）。

## 下属物种
本属包括以下物种：
- 长醋丝菌 Acetonema longum Kane and Breznak, 1992